# Qānqolī-ye Pā'īn
Qānqolī-ye Pā'īn (persiska: قانقُلی چايی پائين, قانقُلی, قانقُلئ سُفلَى, قانقُلی سُفلَى, كَهلای سُفلا, قانقلی پائين, Qānqolī Chāy-ye Pā’īn, Qānqolī-ye Pā’īn) är en ort i Iran.   Den ligger i provinsen Zanjan, i den nordvästra delen av landet, 250 km nordväst om huvudstaden Teheran. Qānqolī-ye Pā'īn ligger 422 meter över havet och antalet invånare är 271.
Terrängen runt Qānqolī-ye Pā'īn är kuperad åt sydväst, men åt nordost är den bergig.Runt Qānqolī-ye Pā'īn är det ganska glesbefolkat, med 47 invånare per kvadratkilometer. Närmaste större samhälle är Āb Bar, 5,4 km norr om Qānqolī-ye Pā'īn. Trakten runt Qānqolī-ye Pā'īn består i huvudsak av gräsmarker.